# صاروخ نووي كهربائي

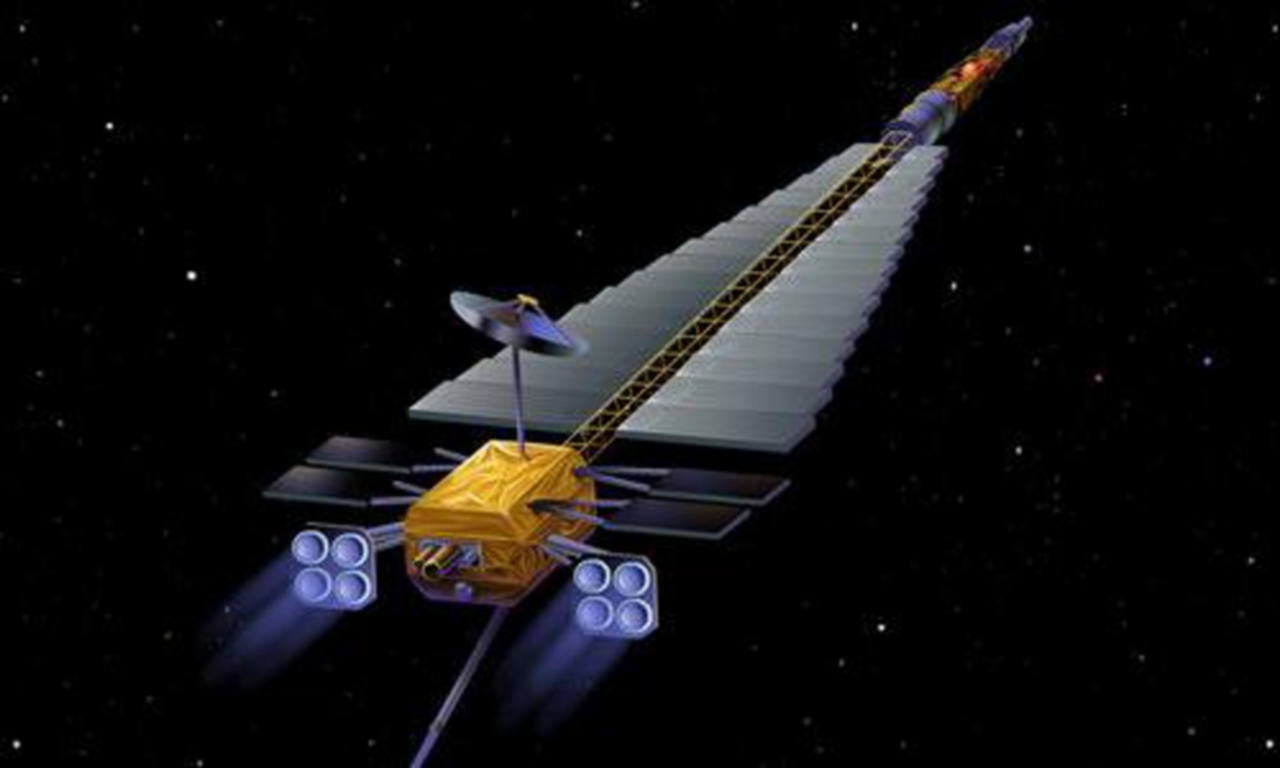

صاروخ نووي كهربائي هو عبارة عن صاروخ يتم تغيير الطاقة الحرارية النووية إلى طاقة كهربائية ويستخدم لتشغيل إحدى تقنيات الدفع الكهربائي.
من الناحية الفنية فإن محطة توليد الطاقة الكهربائية هي القوة النووية وليس نظام الدفع وتم اقتراح عدد من خطط تحويل الحرارة إلى الكهرباء مثل:
- دورة رانكن
- دورة برايتون
- دورة ستيرلينغ

إلى كهروحرارية وكهرمغناطيسية حرارية ومغناطيسي هيدروديناميك.

## الأبحاث
بدأت الأبحاث في الدفع النووي بدراسات للدفع الحراري النووي حيث قام الخبراء في العقود الماضية إلى استخدام المفاعل النووي لدفع التوربينات لإنتاج الكهرباء والتي تستخدم لإنشاء البلازما التي تتسارع. انظر مشروع بروميثيوس.
أفضل التقنيات الحالية هي محرك الانشطار-400 الذي يستخدم مفاعل حراري بقدرة 400 كيلوواط وتوربين غازي (دورة برايتون) لإنتاج الطاقة الكهربائية. يتم الاحتفاظ بالرفض الحر منخفض الكتلة باستخدام أنظمة أنابيب الحرارة المتقدمة (مثل التي تستخدم الآن في بعض أجهزة الكمبيوتر المحمولة).

## العناصر الأساسية
العناصر الأساسية في صاروخ نووي كهربائي هي:
- قلب مفاعل مدمج.
- توربين غازى أو محرك ستيرلينغ يستخدم كمولد كهربائي.
- نظام رفض حرارة مدمج مثل أنابيب الحرارة
- نظام توزيع الطاقة الكهربائية والتوزيع.
- نظام دفع كهربائي عالي يعتمد على وقود بلازمي.[8]